# Musée national de Jeonju
Le musée national de Jeonju est un musée national situé à Jeonju, Jeolla du Nord, en Corée du Sud. Il a ouvert ses portes le 26 octobre 1990 en tant que neuvième musée national sud-coréen.
Le bâtiment principal comprend trois expositions permanentes, une salle d'archéologie, une salle des beaux-arts, une salle sur le folklore et une salle d'exposition spéciale.